# 阮琳
阮琳，字廷佩，號晶山，福建莆田縣人，明朝政治人物。

## 生平
嘉靖十九年（1540年）庚子科順天府鄉試第十一名舉人。除金谿縣儒學教諭，擢恩平縣知縣，以年老乞歸。著作有《書經講義》《性理儀禮》《律曆註解》《圖書記愚》諸集。